# Liste der Kellergassen in Unterstinkenbrunn
Die Liste der Kellergassen in Unterstinkenbrunn führt die Kellergassen in der niederösterreichischen Gemeinde Unterstinkenbrunn an.
| Foto |                 | Kellergasse            | Standort                       | Beschreibung |
| ---- | --------------- | ---------------------- | ------------------------------ | --- |
| ja   | Datei hochladen | Lehmgrube („Loamgrui“) | KG: Unterstinkenbrunn Standort | Das Kellergassensystem liegt südlich außerhalb des Orts in einer rechteckigen künstlichen Mulde sowie in einigen – teils als Naturdenkmal ausgewiesenen – in die Mulde führenden Hohlwegen. Auf einer Fläche von etwa 200 mal 250 Metern befinden sich 122 Gebäude; etwa ein Drittel der Keller hat Schildmauerform, ein Drittel traufständige und ein Drittel giebelständige Presshäuser. Die älteste Datierung ist von 1924. Schmidbaur fand um 1990 knapp die Hälfte der Keller in erneuerungsbedürftigem oder verfallenem Zustand vor. Das idyllisch um einen zentralen Platz angelegte Kellerdorf wird mittlerweile als in seiner Art einzigartig beworben; es finden Veranstaltungen wie ein jährlicher Adventmarkt statt. |
| BW   | Datei hochladen | beim Schloss           | KG: Unterstinkenbrunn Standort | Die einseitige Einzelkellergasse liegt an einer Geländekante an der nördlichen Ortsausfahrt. Sie besteht aus 18 Gebäuden, mehrheitlich erneuerungsbedürftige Keller in Schildmauerform, auf 120 Metern Länge. |

| Foto:                    | Fotografie der Kellergasse (Gesamtheit). Klicken des Fotos erzeugt eine vergrößerte Ansicht. Daneben finden sich zwei Symbole: \| Weitere Bilder vorhanden \| Das Symbol bedeutet, dass weitere Fotos des Objekts verfügbar sind. Durch Klicken des Symbols werden sie angezeigt. \| \| Eigenes Foto hochladen \| Durch Klicken des Symbols können weitere Fotos des Objekts in das Medienarchiv Wikimedia Commons hochgeladen werden. \| |
| Name:                    | Bezeichnung der Kellergasse |
| Standort:                | Es ist die Katastralgemeinde (KG) angegeben. Durch Aufruf des Links Standort wird die Lage der Kellergasse in verschiedenen Kartenprojekten angezeigt. |
| Beschreibung             | Kurze Beschreibung der Kellergasse |
| Weitere Bilder vorhanden | Das Symbol bedeutet, dass weitere Fotos des Objekts verfügbar sind. Durch Klicken des Symbols werden sie angezeigt. |
| Eigenes Foto hochladen   | Durch Klicken des Symbols können weitere Fotos des Objekts in das Medienarchiv Wikimedia Commons hochgeladen werden. |